# ستو لانتس
ستو لانتس (بالإنجليزية: Stu Lantz)‏ مواليد 13 يوليو 1946 في يونيونتاون، هو لاعب كرة سلة أمريكي سابق. بدأ مسيرته الاحترافية في سنة 1968. تم اختياره من قبل فريق هيوستن روكتس خلال الدرافت. يبلغ طوله 6 قدم 3 بوصة (1.9 م). اعتزل اللعب في 1976.

## المسيرة الاحترافية
لعب مع ديترويت بيستونز من سنة 1972 إلى 1974، ثم لعب مع يوتا جاز في سنة 1974، ثم لعب مع لوس أنجلوس ليكرز في سنة 1976.

## روابط خارجية
- ستو لانتس على موقع إن بي أي (الإنجليزية)
- ستو لانتس على موقع سبورتس رفرنس (الإنجليزية)
- ستو لانتس على موقع كلية كرة السلة في سبورتس رفرنس.كوم (الإنجليزية)
- ستو لانتس على موقع ريلجم (الإنجليزية)
- ستو لانتس على موقع بروبوليرز (الإنجليزية)